# Emilio Homps
Emilio Carlos Homps (San Pedro, 28 de novembro de 1914 — Buenos Aires, 2 de novembro de 2012) foi um velejador argentino, medalhista olímpico. Ele competiu nos Jogos Olímpicos de Verão de 1948 na classe 6 Metre e conquistou a medalha de prata na disputa a bordo do Djinn com Enrique Sieburger, Rodolfo Rivademar, Rufino Rodríguez de la Torre, Enrique Sieburger Jr. e Julio Sieburger.
Quando jovem, ele também nadou, remou e jogou rugby union em nível nacional.